# Sääsensaaret
Sääsensaaret är en ö i Finland. Den ligger i sjön Saaramaanjärvi och i kommunen Kouvola i den ekonomiska regionen  Kouvola ekonomiska region  och landskapet Kymmenedalen, i den södra delen av landet, 150 km nordost om huvudstaden Helsingfors. Öns största längd är 20 meter i nord-sydlig riktning. Notera att namnet antyder att det är fråga om flera öar.